# Heinrich Gottong
Heinrich Gottong – niemiecki antropolog rasowy, doktor w Instytucie Niemieckich Prac na Wschodzie. 

## Życiorys
W czasie II wojny światowej kierował między innymi trwającymi blisko trzy lata badaniami rasowymi mieszkańców wsi Markowa i jej okolic, na terenie ówczesnego Generalnego Gubernatorstwa, mających na celu wykazanie iż są oni potomkami niemieckich osadników z Saksonii. Efekty swojej pracy opublikował w artykule Markowa – ein polnisches Dorf? w wydanej nakładem Uniwersytetu Jagiellońskiego (właściwie Instytut Niemieckich Prac na Wschodzie) w 1942 r., książce Das Generalgouvenement. Materiały badawcze zebrane przez dr Gottonga były początkowo zdeponowane w Krakowie, a następnie podczas ewakuacji archiwum Instytutu Niemieckiej Pracy Wschodniej, wywiezione na teren Rzeszy. Po zakończeniu działań wojennych dokumenty zostały wywiezione przez aliantów do USA. Badaniom rasowym prowadzonym na terenie Generalnego Gubernatorstwa, w tym pracom dr Gottonga poświęcono film dokumentalny "Archiwum istnień" z 2009 r., w reż. Justyny Łuczaj-Salej. Dr Gottong w czasie wojny prowadził także badania antropologiczno-socjologiczne na junakach Służby Budowlanej w Krakowie i powiecie Krakau-Land.